# 사냥개

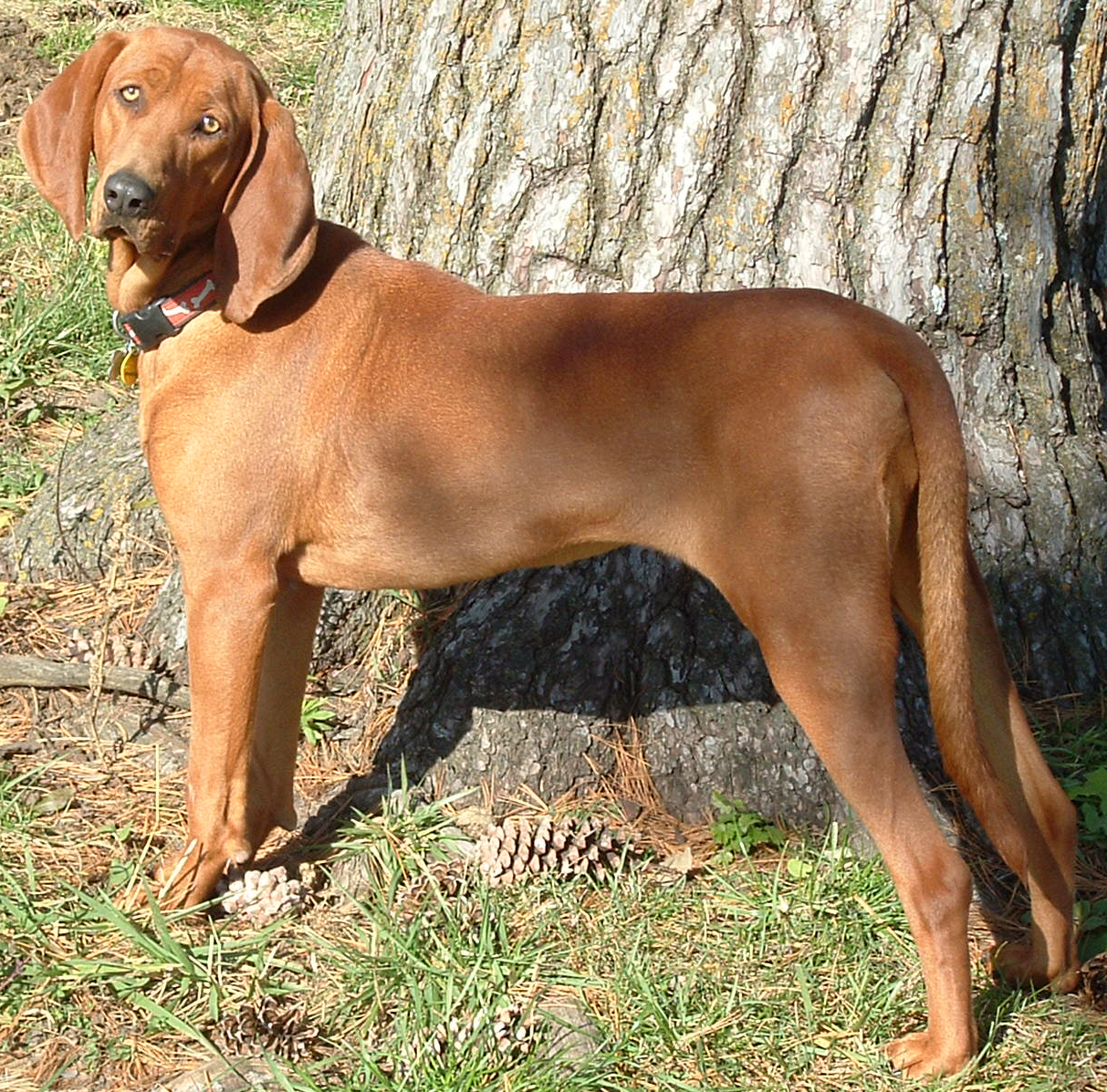
사냥개 (쿤하운드)

사냥개는 사냥을 하는 개의 총칭이다. 날짐승을 잡는 조렵견(건독), 들짐승을 쫓는 수렵견(하운드), 땅속의 짐승을 찾아내는 테리어견 등이 있다.